# Herrín de Campos
Herrín de Campos (appelée Herrín jusqu'en 1860) est une commune de la province de Valladolid dans la communauté autonome de Castille-et-León en Espagne.

## Sites et patrimoine
- Église du Sauveur (del Salvador).

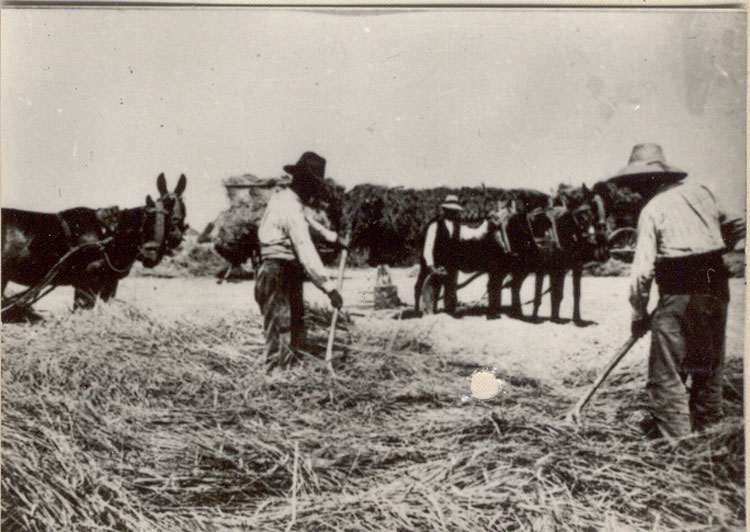
Scène agricole. Fondation Joaquín Díaz.